# Шушенское (музей-заповедник)
Музей-заповедник «Шу́шенское» — комплекс под открытым небом, сохранившаяся и частично реконструированная центральная часть сибирского села конца XIX — начала ХХ веков. Территория музея превышает 16 гектаров, включает в себя мемориальный музей-заповедник «Сибирская ссылка В. И. Ленина», архитектурно-этнографический комплекс «Новая деревня» с усадьбами — аналогами деревянного зодчества Енисейской губернии конца XIX века, парковую зону. В мемориальной части экспозиции представлено 29 домов. Из них 23 — подлинные, построенные в конце XIX столетия. В домах и на усадьбах воссозданы условия жизни сибиряков, отражены основные занятия крестьян, показаны подсобные промыслы и ремёсла. В двух домах, где квартировал в годы ссылки В. И. Ленин, сохраняется мемориальная обстановка. В усадьбах архитектурно-этнографического комплекса «Новая деревня» реализуется музейная программа «Погружение в жизнь и быт сибирских крестьян конца XIX — начала XX веков», которая позволяет посетителям глубоко окунуться в архитектурно-пространственную среду и атмосферу крестьянской усадьбы, увидеть изнутри жизнь крестьянской семьи, поучаствовать в конкретных бытовых ситуациях и процессах.

## История создания
История музея в Шушенском берёт начало в 1924 году, когда возникло намерение увековечить память о пребывании в этом сибирском селе в конце XIX века В. И. Ленина как политического ссыльного. По решению жителей Шушенского был выкуплен дом крестьянки П. О. Петровой, где Ленин провёл большую часть срока ссылки, в 1928 году выкупили и первую квартиру — дом крестьянина А. Д. Зырянова. Вначале здесь размещались сельский Совет и изба-читальня, затем было решено в этих домах создать ленинский музей. Он открылся в доме П. О. Петровой 7 ноября 1930 года.
С 1 января 1939 года был передан в ведение Красноярского крайкома ВКП(б) и вошёл в систему Центрального музея В. И. Ленина.
21 января 1940 года была открыта экспозиция и в доме А. Д. Зырянова.
В связи с подготовкой к 100-летию со дня рождения В. И. Ленина 24 апреля 1968 года было принято постановление ЦК КПСС и Совета Министров СССР № 275 «О мерах по развитию и благоустройству п. Шушенского и других памятных мест, связанных с пребыванием В. И. Ленина в сибирской ссылке». Во исполнение этого постановления в Шушенском был создан (методом Всесоюзной ударной комсомольской стройки) современный посёлок городского типа и музей-заповедник «Сибирская ссылка В. И. Ленина». Основой создания мемориала явился Дом-музей В. И. Ленина, а также сохранившаяся в значительной степени архитектурно-пространственная среда центральной части Шушенского конца XIX — начала XX веков.
Музей-заповедник был торжественно открыт 12 апреля 1970 года, он стал одним из идеологических центров Красноярского края и его яркой достопримечательностью.
Филиал в селе Ермаковское был открыт 19 апреля 1970 года и просуществовал до 2005 года. В него входили: дом, в котором жил ссыльный П. Н. Лепешинский и где в августе 1899 года проходило совещание ссыльных Минусинского уезда под руководством В. И. Ульянова (Ленина), и дом, в котором жил А. А. Ванеев и где состоялось принятие «Протеста российских социал-демократов».
В 1988 году музей посетил Генеральный секретарь ЦК КПСС М. С. Горбачёв, после чего с января 1990 года музей-заповедник перешёл на баланс Центрального комитета партии.
В связи с произошедшими в стране политическими изменениями с января 1992 года музей-заповедник был передан на бюджет Красноярского краевого управления культуры.
С 1993 года музей-заповедник существует в новом качестве. Коллегией краевого комитета по делам культуры и искусства администрации Красноярского края была утверждена концепция его дальнейшего развития. Этому способствовали произошедшие в стране политические и экономические перемены. Из идеологического учреждения, каким он был со времени создания, музей преобразован в учреждение культуры с разнообразными формами работы и переименован в Историко-этнографический музей-заповедник «Шушенское».
Министерством культуры Красноярского края в отношении музея-заповедника были приняты решения, которые расширили его функции и виды деятельности.
В 1998 году музей принял в свои фонды коллекцию бывшей народной картинной галереи им. И. В. Рехлова, насчитывающую более 1600 живописных и около 19000 графических работ. Коллекция составила третью часть основного фонда музея.
В 2011 году на сопредельной с музеем территории была введёна в строй «Новая деревня» (6 крестьянских усадеб конца XIX — начала XX веков, 34 постройки), с условиями для проживания, что позволило реализовать программы погружения в жизнь и быт крестьянской семьи конца XIX — начала XX веков, внедрить новую модель музейной коммуникации, создать дополнительные условия для развития туризма.
В 2011 году принято решение о восстановлении существовавшего до 2005 года филиала музея-заповедника в селе Ермаковское.
В 2011 году после реорганизации ГУК «Музей Ивана Ярыгина» (село Сизая Шушенского района) стал филиалом музея-заповедника «Шушенское».
С 2012 года на территории новой деревни (5,3 га) продолжается формирование ландшафтного парка семейного отдыха с малыми архитектурными формами, что делает музей более привлекательным для местного населения и посетителей музея.
Краевое Государственное Бюджетное Учреждение Культуры Историко-этнографический музей-заповедник «Шушенское» является правопреемником музея-заповедника «Сибирская ссылка В. И. Ленина», в соответствии с его Уставом.
Музей-заповедник «Сибирская ссылка В. И. Ленина», дом крестьянина-середняка с усадьбой в селе Ермаковском в соответствии с Указом Президента РФ № 176 от 20.02.1995 г. "Об утверждении перечня объектов федерального исторического наследия (общероссийского значения) отнесён к памятникам федерального значения.
Музейный комплекс занимает территорию 16,4 га, экспозиционная площадь составляет — 157 417 м². По состоянию на 2018 год, фонды музея насчитывают 107 681 единиц хранения, из них: 64 991 ед. хр. — основной фонд; 42 690 ед. хр. — научно-вспомогательный.
Специализация музея-заповедника — история, этнография, краеведение, крестьянская архитектура, художественное искусство и народное творчество, организация досуга посетителей и туристов.
С 2011 года является членом Международного Союза музеев (ИКОМ), с 2014 года — членом Союза музеев России. В 2012 году музей-заповедник «Шушенское» отнесён к особо ценным объектам культурного наследия Красноярского края.
- Экспозиция музея-заповедника

## Деятельность
Основной и научно-вспомогательный фонд музея-заповедника «Шушенское» насчитывает свыше 108 тыс. единиц хранения. Он состоит более чем из 40 различных коллекций: мемориальные предметы, книги XIX — начала XX веков, средства передвижения, мебель, одежда, посуда, самовары, музыкальные инструменты, предметы религиозного культа, нумизматика, графика, живопись, орудия земледелия, скотоводства, охотничьего промысла, пчеловодства, рыболовства, ткачества, обработки дерева, кузнечного и сапожного ремёсел и др.
Обзорная экскурсия по музею знакомит с хозяйствами богатых и бедных сельских жителей, включает посещение волостного правления с тюрьмой, торговой лавки и кабака. Предлагает музей многочисленные тематические экскурсии, демонстрацию старинных ремёсел, услуги крестьянской кухни. Для детей проводятся музейно-образовательные программы «Живая старина», «Как жили наши предки», «История культуры края». Проводятся фольклорно-развлекательные программы, включающие выступления творческих коллективов музея-заповедника: кукольного театра «Сундучок», этнографического театра и фольклорного ансамбля «Плетень». Оборудованы игровые площадки.
Большой популярностью пользуются межрегиональные народные гуляния «Широкая Масленица» и «Троица в деревне», собирающие десятки тысяч почитателей народных традиций. Музей ежегодно принимает гостей и участников Международного фестиваля этнической музыки и ремёсел «МИР Сибири».
На территории музея-заповедника работают мастерские: гончарная, бондарная, художественной обработки дерева, народного костюма.
Выставочный зал музея-заповедника предлагает документально-иллюстративные, этнографические, художественные экспозиции из собственных фондов и передвижные выставки из других музеев России.
Возможность перенестись на сто лет назад, пожить в крестьянской избе, пользуясь старинными предметами быта, освоить традиционные ремесла предоставляет архитектурно-этнографический комплекс музея-заповедника «Новая деревня». На прилегающей к музею территории разбит музейный парк для семейного отдыха.
- Дом с памятной табличкой в музее-заповеднике
- Музей-заповедник «Шушенское», вид на одну из улиц
- Памятник В. И. Ленину на территории музея-заповедника
- Постройки на территории музея-заповедника
- Архитектурно-этнографический комплекс музея-заповедника «Новая деревня»
- Московская СОШ им. И.Ярыгина. В здании школы расположен филиал музея-заповедника - Музей Ивана Ярыгина
- Филиал музея-заповедника в с. Ермаковское, дом А. А. Ванеева

## Награды
- Орден Октябрьской Революции (1980 год)[2].